# Экманис, Зинтис
Зинтис Экманис (латыш. Zintis Ekmanis; 17 мая 1958, Пабажи, Латвийская ССР) — советский и латвийский бобслеист, пилот, выступавший за сборные Советского Союза и Латвии в начале 1980-х — середине 1990-х годов. Будучи членом рижского спортивного общества «Динамо», участник четырёх зимних Олимпийских игр, бронзовый призёр Сараево, бронзовый призёр чемпионата мира, чемпион Европы. Заслуженный мастер спорта СССР.

## Биография
Зинтис Экманис родился 17 мая 1958 года в городе Пабажи. С детства увлёкся спортом, занимался лёгкой атлетикой, в частности, на чемпионате Латвийской ССР 1983 года одержал победу в тройном прыжке. Установил личные рекорды: прыжок в высоту — 2 м; прыжок в длину — 7,23 м; тройной прыжок — 15,59 м.
В конце 1980 года по приглашению энтузиаста бобслея в СССР Роланда Упатниекса решил попробовать себя в этом виде спорта, сразу стал показывать неплохие результаты, попал в качестве пилота в национальную команду СССР и вскоре наравне с Янисом Кипурсом стал ведущим бобслеистом сборной.
Успех на международной арене пришёл к Экманису после того, как его разгоняющим стал Владимир Александров, тут же последовала бронза на чемпионате Европы. Вместе они ездили защищать честь страны на Олимпийские игры в Сараево и в программе двухместных экипажей завоевали бронзовые медали, которые стали первыми для СССР в бобслее. Также на этих соревнованиях Экманис пилотировал советскую четвёрку, но она финишировала только двенадцатой.
В 1985 году разгоняющим Экманиса был выбран Николай Жиров, вдвоём спортсменам удалось приехать третьими на чемпионате мира в Червинии — эти бронзовые награды стали первыми для СССР в бобслее на мировых первенствах. Кроме того, копилка советской сборной пополнилась золотом чемпионата Европы. Наиболее удачным сезоном в Кубке мира для Экманиса получился сезон 1986/87, когда он со своей двойкой смог подняться до третьего места общего зачёта. Кроме того, в 1987 году он удостоился звания чемпиона СССР. Многие ждали продолжения победной серии на Олимпиаде 1988 года в Калгари, но четырёхместный экипаж Экманиса остался здесь без призового места, очутившись на девятой позиции. В 1990 году новым разгоняющим спортсмена стал Юрис Тоне, вдвоём они сумели завоевать серебро на чемпионате Европы, стали победителями чемпионата СССР.
После распада Советского Союза продолжил соревноваться в составе сборной Латвии, однако с ней уже не смог добиться сколько-нибудь значимых результатов. Принимал участие в Играх 1992 года в Альбервиле, но финишировал лишь 16-м, как в двойках, так и четвёрках. В 1994 году ездил на Олимпийские игры в Лиллехаммер, в зачёте четвёрок его команда не смогла подняться выше 13-го места, а в двойках оказалась десятой. За этот период жизни ему удалось заслужить лишь звание чемпиона Латвии. Череда провалов привела Зинтиса Экманиса к решению о завершении карьеры профессионального спортсмена.
В течение четырёх лет работал главным тренером сборной Латвии по бобслею. Сейчас Экманис — преуспевающий бизнесмен, глава фирмы, занимающейся инвестиционными программами, и одновременно вице-президент Латвийской федерации бобслея. Иногда комментирует соревнования по бобслею для латвийского телевидения.